# Help! (EP The Beatles 1967)
Help! è un extended play del gruppo musical britannico The Beatles, pubblicato in Australia nel 1967.

## Tracce
Testi e musiche di John Lennon e Paul McCartney.
1. Help!
2. She's A Woman
3. Ticket To Ride
4. I Feel Fine

## Formazione
- John Lennon - voce, chitarra
- Paul McCartney - voce, basso
- George Harrison - chitarra elettrica
- Ringo Starr - batteria